# SN 1984R
SN 1984R – supernowa odkryta 2 grudnia 1984 roku w galaktyce NGC 3675. W momencie odkrycia miała maksymalną jasność 13,00m.